# Leucocelis chrysocephala
Leucocelis chrysocephala är en skalbaggsart som beskrevs av De Lisle 1947. Leucocelis chrysocephala ingår i släktet Leucocelis och familjen Cetoniidae. Inga underarter finns listade i Catalogue of Life.